# Filmtage Friedrichshafen
Die Filmtage Friedrichshafen sind ein mehrtägiges Filmfestival, das jährlich unter dem Titel „Jetzt oder nie“ vom Kulturbüro Friedrichshafen veranstaltet wird. Gegründet wurde es 2008 von Claudia Engemann. Es werden Kurzfilme (u. a. Experimentalfilme und Animationsfilme) sowie Dokumentarfilme – gelegentlich auch Filme mit Deutschlandpremiere – gezeigt, die von jungen Regisseuren aus dem deutschsprachigen Raum in den vorangegangenen zwei Jahren erstellt wurden. Zwei mit Geldsummen dotierte Preise werden jährlich vergeben.

## Beiträge und Ablauf
Das Filmfest ist besonders für junge Filmemacher attraktiv. Es werden mehr als 300 Filme zur Sichtung eingereicht. Etwa fünfzehn Kurzfilme werden unter der Rubik „Kurz und Gut“ in drei Abschnitten zu je fünf oder sechs Titeln vorgeführt und vom Publikum per Stimmzettel bewertet. Das Programm enthält außerdem mehrere lange Dokumentarfilme. Alle Filme werden in dem etwa 100 Sitze umfassenden Kinosaal des Medienhauses Kiesel im k42 am Ufer des Bodensees gezeigt. Im direkten Anschluss jeder Vorführung stehen oftmals die zuständigen Filmregisseure, Filmproduzente, Schauspieler, Filmeditore, und Kameraleute für Publikumsgespräche zur Verfügung.

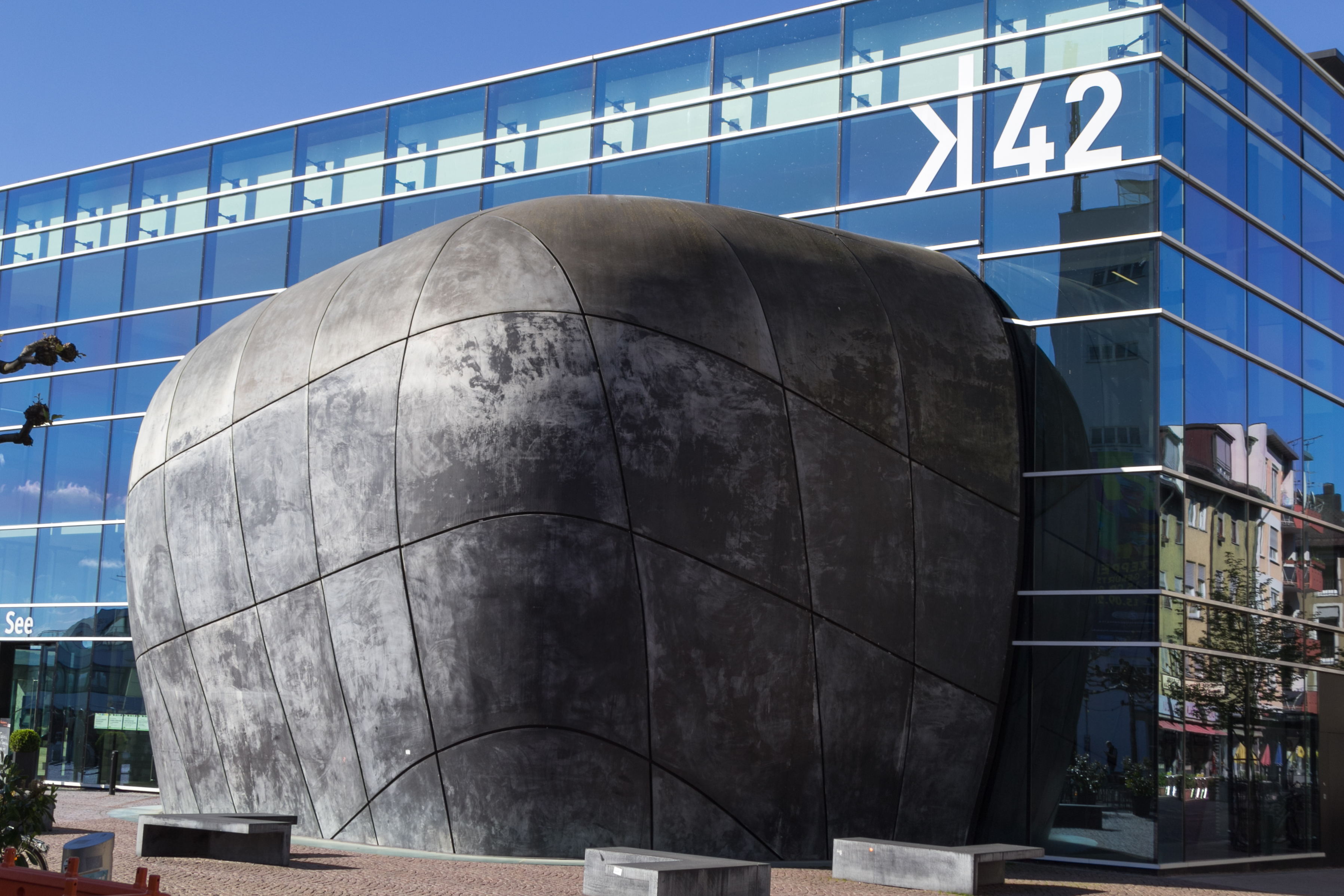
Veranstaltungsort des Festivals: Das Kulturzentrum Kiesel im k42

Während der Filmtage wird vormittags vom Freitag bis Montag ein kostenloses Kinderprogramm mit Filmwerkstatt für Kinder sowie ausgewählte Kurzfilme für Kinder ab vier Jahren bzw. ab acht Jahren angeboten.
Bei den Filmtagen Anfang März 2018 hielt der Filmexperte Urs Spörri die Festrede zum zehnjährigen Jubiläum des Filmfestivals.
Im Jahr 2021 fanden die 13. Filmtage „Jetzt oder Nie“ vom 23.–25. September aufgrund der Corona-Pandemie online und mit kleinerem Programm statt. Für angemeldete Zuschauer wurden Gespräche mit den Filmschaffenden per Videokonferenz angeboten. Wie auch in den Jahren zuvor stimmte das Publikum über den Publikumspreis ab. Die Filmtage fanden 2022 nicht statt. Die 15. Filmtage fanden im März 2024 statt.
Die 16. Filmtage fanden zwischen dem 6. und 10. März 2025 statt.

## Preise und Preisträger
Zwei Preise werden im Bereich Kurzfilme vergeben: ein mit bis zum Jahr 2020 in Höhe von 500 €, und ab 2021 in Höhe von 1.000 € dotierter Publikumspreis (gestiftet von der ZF Kunststiftung) sowie der von 2016 bis 2020 mit 1.500 € dotierter Jurypreis, der von der Stadt Friedrichshafen und dem Wissenschaftsministerium gestiftet wurde. Im Jahr 2021 vergibt eine Fachjury zum ersten Mal den nun mit 15.000 € dotierten ZF-Kurzfilmpreis an einem Regisseur/einer Regisseurin. Das von der ZF Kunststiftung zur Verfügung gestellten Preisgeld muss wiederum für ein neues Kurzfilmprojekt ausgegeben werden.
Im Jahr 2016 bestand die Fachjury aus Senta van de Weetering, Lukas Baier, Bernhard Hentschel und Sebastian B. Voss. Im Jahr 2017 gewann das Werk „Voicemail“ von Erec Brehmer sowohl den Publikums- als auch den Jurypreis.
Bei den 11. Filmtagen im Jahr 2019 bestand die Fachjury aus dem jungen Filmemacher Erec Brehmer, der Schweizer Regisseurin Fabienne Hadorn, dem freien Filmwissenschaftler Rayd Khouloki und der Journalistin und Mitglied im Kuratorium vom Haus des Dokumentarfilms in Stuttgart, Margrit Schreiber-Brunner. Der unter der Regie von Esther Niemeier animierte Dokumentarfilm „Tracing Addai“, der schon für die Student Academy Awards 2018 in der Kategorie „Documentary (International Film Schools)“ nominiert wurde, gewann den mit 1.500 € dotierter Jurypreis. Außerdem wurde „Facing Mecca“, das Werk des jungen Schweizer Filmemachers Jan-Eric Mack und Gewinner des 2018 „Prix du Cinéma Suisse du Meilleur Court Métrage“ als bester Schweizer Kurzfilm 2018, vom Publikum prämiert.
Der Jurypreis für 2020 ging an einem Film von Jan Mocka und Ingo Monitor mit dem Titel Beyond the Tide, der von den Schuldgefühlen und der Trauerarbeit einer Kleinfamilie nach einem tragischen Unglück handelt. Der Publikumspreis 2020 ging an dem sieben-minütigen schwarzweiß-Kurzfilm Mall von Jerry Hoffmann, der Filmregie an der Hamburg Media School studiert. Außerdem wurde die filmische Arbeit eines österreichischen Regisseurs, Bernhard Wenger, von der Jury gelobt. Sein 13-minütiger Film Guy Proposes to His Girlfriend on a Mountain wurde in einer Einstellung mit einem Smartphone gedreht. Die Preisjury bestand aus David Dybeck, Melanie Eisele, Rayd Khouloki und Margrit Schreiber-Brunner.
Bei dem zwischen dem 23. und dem 25. September 2021 online durchgeführten Filmfestival gewann der 13-minutigen Animationsfilm des in Damaskus, Syrien, geborenen Regisseur Jalal Maghout den zum ersten Mal vergebenen und mit 15.000 Euro dotierten ZF-Kurzfilmpreis. In der Jury saßen Daniel Ebner, der Filmmacher Marcus H. Rosenmüller, und die Kulturjournalistin Anke Sterneborg. Der mit 1.000 dotierten Publikumspreis ging an den Kurzfilm Kaltmiete von Regisseur Marc Philip Ginolas.
Sowohl im Jahr 2023 wie auch im Jahr 2024 wurden beide Preise an einem einzigen Filmemacher verliehen. Der Preisträger von 2023, Paul Ploberger, präsentierte auf den 2024 Filmtage die Rohfassung des Kurzfilms, den er mit Hilfe seines Preisgeldes gedreht hat. Direkt nach dem Testscreening traten er und sein Kameramann per Live-Streaming in einen Dialog mit den Zuschauern.
Im Jahr 2025 gingen beide Filmpreise an Absolventen der Zürcher Hochschule der Künste, die jeweils ihre Bachelorfilme in den Wettbewerb eingereicht hatten.
| Jahr | Filmtitel                   | Regie                      | Preis                |
| ---- | --------------------------- | -------------------------- | -------------------- |
| 2025 | Lux Carne                   | Gabriel Grosclaude         | ZF-Kurzfilmpreis     |
| 2025 | Syncope                     | Linus von Stumberg         | Publikumspreis       |
| 2024 | Lang lebe der Fischfriedhof | Elsa van Damke             | ZF-Kurzfilmpreis     |
| 2024 | Lang lebe der Fischfriedhof | Elsa van Damke             | Publikumspreis       |
| 2023 | Nackte Männer im Wald       | Paul Ploberger             | ZF-Kurzfilmpreis     |
| 2023 | Nackte Männer im Wald       | Paul Ploberger             | Publikumspreis       |
| 2021 | Have a Nice Dog!            | Jalal Maghout              | ZF-Kurzfilmpreis     |
| 2021 | Kaltmiete                   | Marc Philip Ginolas        | Publikumspreis       |
| 2020 | Beyond the Tide             | Jan Mocka und Ingo Monitor | Jurypreis            |
| 2020 | Mall                        | Jerry Hoffmann             | Publikumspreis       |
| 2019 | Tracing Addai               | Esther Niemeier            | Jurypreis            |
| 2019 | Facing Mecca                | Jan-Eric Mack              | Publikumspreis       |
| 2018 | Pix                         | Sophie Linnenbaum          | Jurypreis            |
| 2018 | Waru Wote                   | Katja Benrath              | Publikumspreis       |
| 2017 | Voicemail                   | Erec Brehmer               | Jurypreis            |
| 2017 | Voicemail                   | Erec Brehmer               | Publikumspreis       |
| 2016 | Gleichgewicht               | Bernhard Wenger            | Jurypreis (erstmals) |
| 2016 | Sadakat                     | Ilker Cakat                | Jurypreis (erstmals) |
| 2016 | Der Fährmann und seine Frau | Johanna Huth               | Publikumspreis       |